# Tacjan (imię)
Tacjan – imię męskie powstałe z rzymskiego przydomka Tatianus, pochodzącego od rodu Tacii (pol. Tacjusze).
Żeńskim odpowiednikiem jest imię Tacjana, Tacjanna oraz (z rosyjskiego) Tatiana.
W innych językach:
- angielskim – Tatian[1][4][5]
- francuskim – Tatien[6][4]
- włoskim – Taziano[6][4].

Tacjan imieniny obchodzi: 24 sierpnia i 12 września.